# أساطير تركية

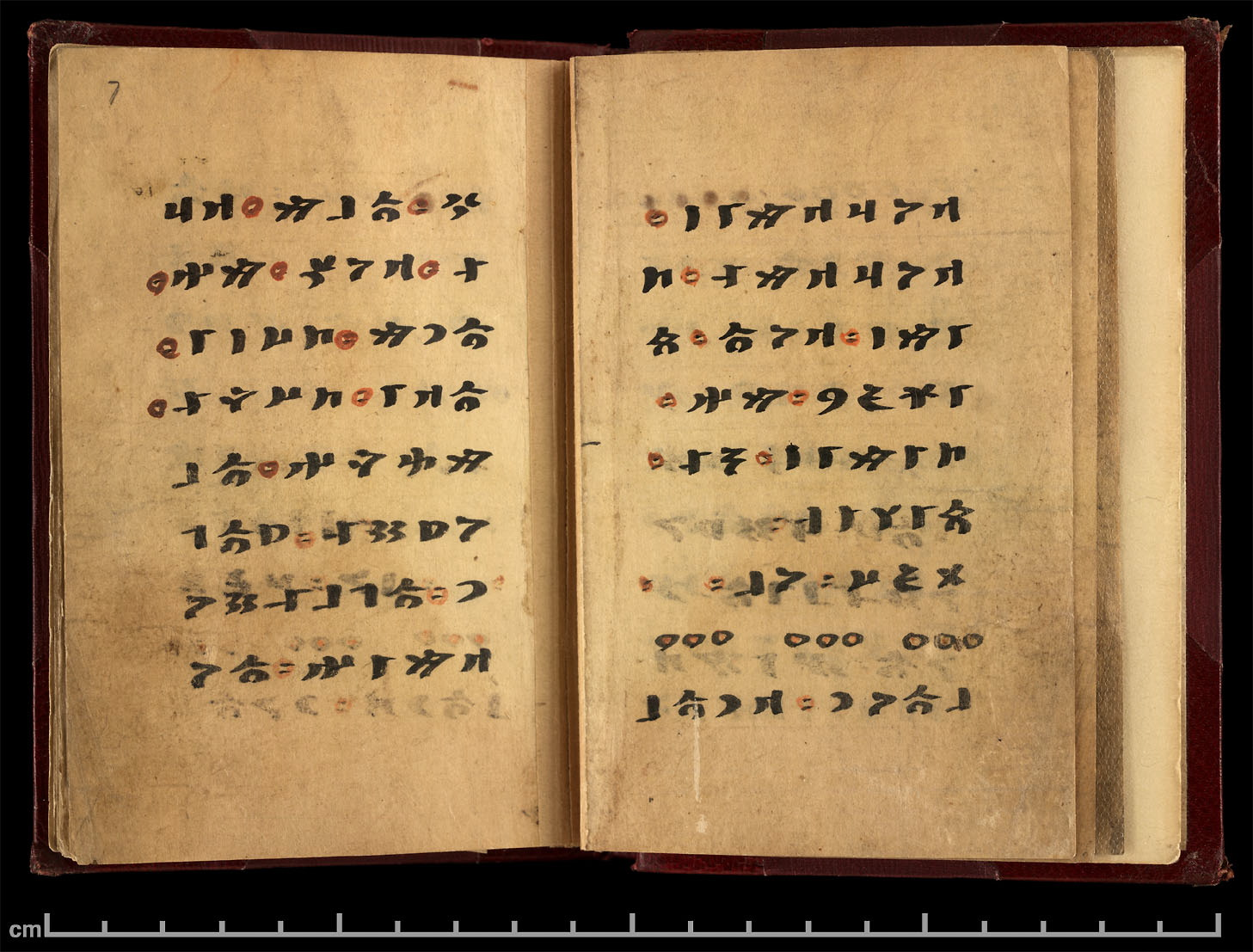
إرك بيتيج أو "كتاب العرافة" في دونهوانغ في القرن العاشر هو مصدر مهم للميثولوجيا التركية المبكرة.

تشمل الأساطير التركية، (بالإنجليزية: Turkic mythology)، فئات عقيدة تنغرية وشمانية إلى جانب العديد من البنى الاجتماعية والثقافية الأخرى المتعلقة بالوجود البدوي للشعوب التركية في العصور الأولى. نُمقت بعض الأساطير لاحقًا -خاصةً بعد هجرة الترك- إلى درجة معينة بالرمزية الإسلامية.
تشترك الأساطير التركية في العديد من النقاط مع الأساطير المغولية، تشكلت كلتاهما على الأرجح في وسَط وُفقت فيه الأساطير القومية أساسًا مع العناصر المستمدة من البوذية التبتية في وقت مبكر. تأثرت الأساطير التركية أيضًا بالأساطير المحلية الأخرى. فمثلًا، تجتمع عناصر الأساطير الفنلندية والهندية الأوروبية في الأساطير التتارية. تشمل كائنات أساطير التتار إبادا، وألارا، وشورالي، وشيكا، وبيتسان، وتولبار وزيلانت.
يبدو أن الأتراك الأوائل اعتنقوا جميع الديانات الرئيسية القائمة آنذاك مثل البوذية والمسيحية واليهودية والمانوية، قبل أن تتحول الأغلبية إلى الإسلام؛ ووفقوا غالبًا بين هذه الأديان الأخرى في فهمهم الأسطوري السائد.
وجدت مخطوطة إيرك بيتيغ، التي تعود للقرن العاشر في دونهوانغ، التي تُعد إحدى أهم مصادر الأساطير والدين التركي. كُتب هذا الكتاب بأبجدية تركية قديمة مثل كتابات أورخون.

## الآلهة في الأساطير التركية
تعتبر الآلهة قوى خلاقة حاكمة منتحَلة. وحتى لو كانت مجسمة، تكون صفات الآلهة بارزة دائمًا. لم يكن هناك مجمع آلهة في النظام العقائدي التركي مثل الشرك الروماني أو اليوناني. ويمكن اعتبار العديد من الآلهة كملائكة في الاستخدام الغربي الحديث، أو أرواح، تسافر بين البشر أو تستوطن بين الآلهة العليا مثل كايرا.
تعتبر الإي أرواحًا حارسة مسؤولة عن عناصر طبيعية محددة. تفتقر غالبًا إلى السمات الشخصية نظرًا إلى أنها كثيرة. رغم أنه يمكن تحديد معظم الكيانات على أنها آلهة أو إي، فهناك كيانات أخرى مثل الجن (شور) والشياطين (أباسي).

### تنغري
يُعد كوك تنغري أول الآلهة البدائية في دين الشعوب التركية الأوائل. كان يعرف باسم يوتجّي أو ياراتجّي تنغري (الإله الخالق). تغيرت التنغرية من أصولها الوثنية/الشركية بعد بدء هجرة الأتراك ومغادرتهم آسيا الوسطى ورؤية الأديان التوحيدية. أصبح الدين أقرب إلى الزرادشتية بعد تغيره، مع بقاء اثنين فقط من الآلهة الأصلية، تنغري، وهو يمثل الله الصالح وأوتشماغ (مكان مثل السماء أو فالهالا)، بينما اتخذ إرليك دور الإله السيئ والجحيم. تعد كلمتا تينغري وسكاي (سماء) مترادفتان. لا يعرف كيف يبدو تينغري. وهو يحكم مصائر الشعب كله ويتصرف بحرية. ولكنه عادل لأنه يمنح ويعاقب. يعتمد رفاه الشعب على إرادته. وُثقت عبادة تنغري لأول مرة في كتابات أورخون باللغة التركية القديمة في أوائل القرن الثامن.

## الملاحم والقصص التركية
شاعت الكثير من القصص والملاحم التركية كغيرهم من الشعوب وغالبية ما ورد في هذه الملاحم كانت لدافع وطني وقومي ومن أبرزها:
- أسطورة الذئب الرمادي
يرمز الذئب إلى الشرف ويعتبر أيضًا أمًا لمعظم الشعوب التركية. أسينا هو اسم أحد الأبناء العشرة الذين ولدوا على يد ذئب أسطوري في الأساطير التركية.
تحكي الأسطورة عن طفل نجا من غارة في قريته. تجد ذئبة الطفل المصاب وتعيد رعايته إلى حالته الصحية. قام بعد ذلك بتلقيح الذئب الذي أنجب بعد ذلك عشرة أولاد نصف ذئب ونصف بشري. أصبحت واحدة من هؤلاء ، أشينا ، زعيمة لهم وأسست عشيرة أشينا التي حكمت جوك تورك وإمبراطوريات بدوية تركية أخرى هربت الذئب ، الحامل في ذرية الصبي ، من أعدائها بعبور البحر الغربي إلى كهف بالقرب من جبال كوتشو, إحدى مدن التخارية. هاجر الأتراك الأوائل لاحقًا إلى مناطق ألتاي, حيث عُرفوا بخبراء صناعة الحديد, كما عُرف أيضًا أن السكيثيين كانوا كذلك.
- أسطورة إرغينكون
تحكي أسطورة إرغينكونعن أزمة كبيرة عاشها الأتراك القدماء. بعد هزيمة عسكرية, لجأ الأتراك إلى وادي ارغينيكون الأسطوري حيث حوصروا لمدة أربعة قرون, تم إطلاق سراحهم أخيرًا عندما أنشأ حداد ممرًا عن طريق ذوبان الجبل, مما سمح للذئب الرمادي أسينا بإخراجهم.
يحيي الاتراك كل سنة جديدة بذكرى هروب الأجداد الأسطوري من إرغينيكون ويعتبر عيد قومي في الدول التركية.
- اسطورة اوغوز خاقان
أسطورة أوغوز خاقان هي أسطورة سياسية مركزية للشعوب التركية في آسيا الوسطى وفي النهاية نجح الأتراك الأوغوز بحكم الأناضول وإيران. تم العثور على نسخ من هذه الرواية في تاريخ رشيد الدين طبيب, في مخطوطة عمودية مجهولة تعود للقرن الرابع عشر في باريس, وفي شجرة الترك لأبي الغازي وترجمت إلى اللغتين الروسية والألمانية.
- حكاية الأب قورقوت
يغطي كتاب ديدي كوركوت من القرن الحادي عشر اثنتي عشرة قصة أسطورية لأتراك الأوغوز, أحد الفروع الرئيسية للشعوب التركية, يعود أصله إلى فترة ما قبل الإسلام للأتراك, منذ أن كانت العناصر التنغرية في الثقافة التركية لا تزال مهيمنة. يتكون من مقدمة واثنتي عشرة قصة مختلفة, القصة الأسطورية التي تبدأ في آسيا الوسطى ترويها شخصية درامية, في معظم الحالات بواسطة قورقوت الأب نفسه. تم إدراج تراث قورقوت الاب (القصص والحكايات والموسيقى المتعلقة بقورقوت الاب ) الذي قدمته أذربيجان وكازاخستان وتركيا في القائمة التمثيلية للتراث الثقافي غير المادي للبشرية لليونسكو في نوفمبر 2018 كمثال للثقافة متعددة الأعراق.